# Петровское (Щучанский район)
Петровское — село в Щучанском районе Курганской области России. Административный центр Петровского сельсовета.

## История
До 1917 года входило в состав Чумлякской волости Челябинского уезда Оренбургской губернии. По данным на 1926 год деревня Богоявленка состояла из 6 хозяйств. В административном отношении входил в состав Петровского сельсовета Щучанского района Челябинского округа Уральской области.
В 1942 году деревня Богоявленка переименована в Петровское.

## Население
| 1989 | 2002 | 2010 |
| ---- | ---- | ---- |
| 647  | ↘441 | ↘289 |

По данным переписи 1926 года в деревне проживало 32 человека (16 мужчин и 16 женщин), в том числе: русские составляли 100 % населения.